# Lochcarron
Lochcarron är en by i Highland i Skottland. Byn är belägen 6 km 
från Stromeferry. Orten har 891 invånare (2011).